# Craig Robertson (Badminton)
Craig Edward Robertson (* 1. September 1970) ist ein schottischer Badmintonspieler. 

## Karriere
Craig Robertson wurde erstmals 1996 schottischer nationaler Meister. Sieben weitere Titel folgten bis 2006. 1998 gewann er die Austrian International, 2000 die Irish Open. 1993, 1995, 1999 und 2001 nahm er an den Badminton-Weltmeisterschaften teil.

## Sportliche Erfolge
| Saison | Veranstaltung                     | Disziplin    | Platz | Name                            |
| ------ | --------------------------------- | ------------ | ----- | ------------------------------- |
| 1996   | Schottland: Einzelmeisterschaften | Herrendoppel | 1     | Alastair Gatt / Craig Robertson |
| 1998   | Austrian International            | Herrendoppel | 1     | Craig Robertson / Alastair Gatt |
| 1999   | Weltmeisterschaft                 | Herrendoppel | 33    | Alastair Gatt / Craig Robertson |
| 2000   | Irish Open                        | Herrendoppel | 1     | Alastair Gatt / Craig Robertson |
| 2000   | Schottland: Einzelmeisterschaften | Herrendoppel | 1     | Alastair Gatt / Craig Robertson |
| 2001   | Weltmeisterschaft                 | Mixed        | 33    | Craig Robertson / Gao Yuan      |
| 2001   | Weltmeisterschaft                 | Herrendoppel | 33    | Alastair Gatt / Craig Robertson |
| 2001   | Schottland: Einzelmeisterschaften | Herrendoppel | 1     | Alastair Gatt / Craig Robertson |
| 2002   | Schottland: Einzelmeisterschaften | Mixed        | 1     | Craig Robertson / Yuan Wemyss   |
| 2004   | Schottland: Einzelmeisterschaften | Mixed        | 1     | Craig Robertson / Yuan Wemyss   |
| 2004   | Schottland: Einzelmeisterschaften | Herrendoppel | 1     | David Gilmour / Craig Robertson |
| 2005   | Schottland: Einzelmeisterschaften | Herrendoppel | 1     | David Gilmour / Craig Robertson |
| 2006   | Schottland: Einzelmeisterschaften | Herrendoppel | 1     | David Gilmour / Craig Robertson |